# Тонтон (Массачусетс)
Тонтон (англ. Taunton) — місто (англ. city) в США, в окрузі Бристоль штату Массачусетс. Населення — 59 408 осіб (2020).
У місті було 9 державних початкових шкіл і 4 середні школи (частина з них була закрита), а також три католицькі початкові і одна — католицька середня школи.
Центр міста колись використовувався для тренувань учасників Американської революції.
У новітню історію міста входить евакуація 2000 жителів після того, як через дощі розташована неподалік від міста гребля зламалася.
На честь Тонтона названо астероїд 581 Тонтонія, відкритий в 1905 році американським астрономом Джоелом Меткалфом, який вів свої астрономічні спостереження в цьому місті.

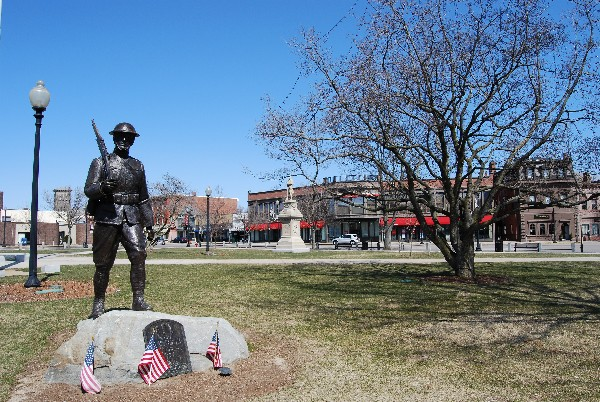
Пам'ятник героям війни.

## Географія
Тонтон розташований за координатами 41°54′12″ пн. ш. 71°5′42″ зх. д. / 41.90333° пн. ш. 71.09500° зх. д. (41.903323, -71.094984). За даними Бюро перепису населення США в 2010 році місто мало площу 125,39 км², з яких 120,96 км² — суходіл та 4,43 км² — водойми.

## Демографія

### Перепис 2010
Згідно з переписом 2010 року, у місті мешкали 55 874 особи в 22 332 домогосподарствах у складі 14 277 родин. Густота населення становила 446 осіб/км². Було 23896 помешкань (191/км²).
Расовий склад населення:
| - 87,2 % — білих - 5,0 % — чорних або афроамериканців - 1,0 % — азіатів - 0,3 % — корінних американців - 3,1 % — осіб інших рас |

До двох чи більше рас належало 3,4 %. Частка іспаномовних становила 5,5 % від усіх жителів.
За віковим діапазоном населення розподілялося таким чином: 22,6 % — особи молодші 18 років, 63,9 % — особи у віці 18—64 років, 13,5 % — особи у віці 65 років та старші. Медіана віку мешканця становила 39,3 року. На 100 осіб жіночої статі у місті припадало 91,9 чоловіків; на 100 жінок у віці від 18 років та старших — 88,9 чоловіків також старших 18 років.
Середній дохід на одне домашнє господарство становив 66 294 долари США (медіана — 53 058), а середній дохід на одну сім'ю — 78 197 доларів (медіана — 69 318). Медіана доходів становила 50 904 долари для чоловіків та 41 294 долари для жінок. За межею бідності перебувало 12,4 % осіб, у тому числі 16,0 % дітей у віці до 18 років та 13,3 % осіб у віці 65 років та старших.
Цивільне працевлаштоване населення становило 27 372 особи. Основні галузі зайнятості: освіта, охорона здоров'я та соціальна допомога — 23,5 %, роздрібна торгівля — 15,6 %, виробництво — 11,6 %, мистецтво, розваги та відпочинок — 8,8 %.

### Перепис 2000
Згідно з переписом 2000 року в місті було 55976 мешканців, 22045 домогосподарств та 14483 сім'ї. 91,67 % жителів належать до білих американців, 2,74 % — до афроамериканців, 0,16 % — до корінних американців, 0,60 % — до азіатів, і так далі.